# Longitarsus nigrofasciatus
Longitarsus nigrofasciatus es una especie de insecto coleóptero de la familia Chrysomelidae. Fue descrita científicamente en 1777 por Goeze.